# Hyles grentzenbergi
Hyles grentzenbergi är en fjärilsart som beskrevs av Otto Staudinger 1885. Hyles grentzenbergi ingår i släktet Hyles och familjen svärmare. Inga underarter finns listade i Catalogue of Life.